# Paris-Strasbourg Jernbane
Jernbanen fra Paris til Strasbourg er en vigtig fransk 502 kilometer lang jernbane, der forbinder Paris med den østlige del af Strasbourg via Châlons-en-Champagne og Nancy. Officielt starter linjen 10 kilometer udenfor Paris, de første 10 kilometer mellem Gare de l'Est og Noisy-le-Sec deles mellem denne strækning og jernbanen fra Paris til Mulhouse. Jernbanen åbnedes i flere afsnit mellem år 1849 og år 1852. Åbningen af en ny højhastighedslinje, LGV Est, fra Paris til Baudrecourt nær Metz, har reduceret betydningen af strækningen og dermed antallet af passagertog. Godstog benytter stadig denne strækning, da disse ikke må benytte højhastighedslinjen.
Jernbanens officielle strækningsnummer er 070 000 i henhold til det nationale jernbanenetværk. Regionalt klassificeres jernbanen som linje 1. Det korte stykke mellem Gare de l'Est og Noisy-le-Sec er en del af strækningen Paris-Mulhouse, selvom den strækning åbnede et årti senere. Paris-Mulhouse's strækningsnummer er 001 000.

## Historie
De første planlægninger opstod i 1833, og ruten defineredes i 1844. Strækningen blev bygget og udnyttet af Compagnie du chemin de fer de Paris à Strasbourg, der blev en del af Chemins de Fer de l'Est i 1854. Det første afsnit der åbnedes i 1849, ledte fra Paris til Châlons-en-Champagne. I 1850 åbnedes linjen mellem Nancy og Frouard og linjen mellem Châlons og Vitry-le-François. I 1851 åbnedes strækningen mellem Vitry-le-François til Commercy og mellem Sarrebourg og Strasbourg. I 1852 blev de resterende to afsnit bygget, disse gange mellem Commercy og Frouard, og til slut linjen mellem Nancy og Sarrebourg. Strækningerne blev nu samlet til én lang strækning.

### Kronologi
Afsnittenes åbningsdatoer:
- 5. juli 1849 fra Paris til Meaux
- 21. august 1849 fra Meaux til Épernay
- 10. november 1849 fra Épernay til Châlons-en-Champagne
- 10. juli 1850 fra Nancy til Frouard (og Metz)
- 5. september 1850 fra Châlons-en-Champagne til Vitry-le-François
- 27. maj 1851 fra Vitry-le-François til Bar-le-Duc
- 29. maj 1851 fra Strasbourg til Sarrebourg
- 15. november 1851 fra Bar-le-Duc til Commercy
- 19. juni 1852 fra Commercy til Frouard
- 12. august 1852 fra Nancy til Sarrebourg

## Rute
Strækningen forgrener sig fra jernbanen Paris-Mulhouse i Noisy-le-Sec. Den fortsætter i østlig retning langs floden Marne, der passeres op til flere gange. De vigtigste byer langs dette afsnit er Meaux, Épernay, Châlons-en-Champagne og Vitry-le-François. Efter Vitry-le-François fortsætter den videre mod øst, langs små floder Saulx og Ornain. Den passerer Bar-le-Duc og krydser floden Meuse nær Commercy. Den kommer ind i Moseldalen ved Toul, og følger Moselle-floden indtil Frouard.
Jernbanen fortsætter langs floden Meurthe gennem Nancy og Lunéville. Den fortsætter mod øst gennem Sarrebourg, og krydser Vogeserne nær Saverne. Den fortsætter ned langs den lille flod Zorn indtil Brumath, hvor den drejer sydom og ind i byområdet af Strasbourg.

## Infrastruktur
Strækningens profil er excellent over det meste af strækningen, hældningen overstiger gennemsnitligt ikke mere end 6 mm/m. Undtaget er stykket mellem Bar-le-Duc og Lérouville, hvis maksimale stigning når op på 8 mm/m. Strækningen har generelt store kurveradier, der tillader togene at have en tophastighed på 160 km/t. Sektionen der løber gennem bjergkæden Vogeserne har en tophastighed på 120 km/t, da dennes kurveradier er mindre. 
Strækningen er fuldt ud dobbeltsporet, enkelte sektioner med 3 eller flere spor findes ligesådan. En sektion mellem Noisy-le-Sec og Lagny er 4-sporet, Nançois-Tronville – Lérouville er en 3-sporet sektion, og til slut forefindes Vendenheim – Strasbourg der har 4 spor.
Jernbanen har i alt 12 tunneler med en samlet længde på 8455 meter, svarende til 1,7 % af hele strækningen. Chalifert-tunnelen (168 m), beliggende mellem stationerne i Lagny og Esbly, lukkedes på grund af en dårlig tilstand af tunnelvæggene. I stedet oprettedes der i 1985 en ny tunnel (181 m) lidt nord for den gamle, der til dags dato er i brug. Den gamle tunnel opretholdes stadig, jf. muligheden for en 4-sporet bane mellem Lagny og Meaux. Det vil dog kræve en totalrenovation af den gamle tunnel, som ikke kan udføres uden totalt at stoppe togtrafikken i lange perioder.
Et særligt knudepunkt er placeret ved km 426,63 beliggende mellem kommunerne Xouaxange og Imling, kort før Sarrebourg. Knudepunktet fører østgående tog over en bro over sporet med vestgående tog. Det sørger dermed for ombytning af højre- og venstrekørsel. Det franske jernbanenet har både højre- og venstrekørsel.

### Elektrificering
I kølvandet på den tiltagene elektrificering af det franske jernbanenet påbegyndtes således elektrificeringen af Paris-Strasbourg primo 1956. Jernbanen er elektrificeret med enfaset 25000V 50Hz~, med 11 transformatorstationer placeret rundt omkring på strækningen til strømforsyning.
Réding – Strasbourg blev som det første afsnit på strækningen elektrificeret i 1956. Dernæst blev sektionen Revigny – Lérouville elektrificeret (1959). Varangeville – Réding blev ligesom Toul – Frouard elektrificeret i 1960. Lérouville – Toul og Frouard – Varangeville blev færdigelektrificeret præcis samme dato, d. 15/12/1960. Chézy – Chalons-en-Champagne – Revigny elektrificeredes i 1961, og til slut Paris-Est – Chézy i 1962. Efter opsætninger af transformatorer o.a., blev elektrificeringen færdiggjort og tilsluttet i 1965.

## Trafik
Stykket mellem Toul og Frouard (nordvest for Nancy) er en del af strækningen mellem Luxembourg via Metz i nord og Dijon via Culmont-Chalindrey i syd. Da jernbanen Luxembourg-Dijon er en hovedåre i det franske jernbanenet, indebærer det ekstra belastning på stykket mellem Toul og Frouard i form af mange flere godstog, en TGV og en enkelt Corail mellem Lyon og Metz.
Mellem Strasbourg og Réding er strækningen hovedsageligt benyttet af TGV-tog mellem Paris og Strasbourg. Højhastighedslinjen LGV Est ender op omkring Metz og er derfor nødsaget til at, de sidste 100 kilometer, bruge den "klassiske" strækning for at køre videre til Strasbourg.